# Bjelovar
Bjelovar est une ville et une municipalité située dans la région de Slavonie, en Croatie. C'est le chef-lieu du comitat de Bjelovar-Bilogora.
En 1857, la municipalité compte 10 128 habitants recensés et la ville 2 787.
Au recensement de 2001, la municipalité compte 42 753 habitants, dont 90,51 % s'étant déclarés Croates et la ville seule 27 783 habitants.
En 2021, la municipalité compte 36 316 habitants seulement, et la ville 24 392.

## Localité
La municipalité de Bjelovar compte 31 localités :
| - Bjelovar - Breza - Brezovac - Ciglena - Galovac - Gornje Plavnice - Gornji Tomaš - Gudovac - Klokočevac - Kokinac - Kupinovac - Letičani - Mala Ciglena - Malo Korenovo - Novi Pavljani - Novoseljani | - Obrovnica - Patkovac - Prespa - Prgomelje - Prokljuvani - Puričani - Rajić - Stančići - Stare Plavnice - Stari Pavljani - Tomaš - Trojstveni Markovac - Veliko Korenovo - Zvijerci - Ždralovi |

## Jumelages
La ville de Bjelovar est jumelée avec
- Novalja (Croatie)
- Pakrac (Croatie)
- Novi Vinodolski (Croatie)
- Imotski (Croatie)
- Visoko (Bosnie-Herzégovine)
- Tomislavgrad (Bosnie-Herzégovine)
- Rubiera (Italie)
- Province d'Ascoli Piceno (Italie)

## Personnalités
Hrvoje Horvat (1946-), joueur de handball, champion olympique, est né à Bjelovar.